# Jan Liberda
Jan Liberda (Bytom, Alemania Nazi, 26 de noviembre de 1936 - Ibidem, 6 de febrero de 2020) fue un exfutbolista y entrenador polaco, máximo goleador de la Ekstraklasa en 1959 con 21 goles y en 1962 con 16 goles. En ese mismo año se proclamó campeón de liga con el Polonia Bytom, club con el que estuvo vinculado en la mayor parte de su carrera.

## Carrera
Liberda jugó principalmente para un único club, el Polonia Bytom de su ciudad natal, donde permaneció desde 1950 hasta 1969. En total, disputó 304 partidos en la máxima categoría del fútbol polaco, anotando 146 goles. Posteriormente, entre 1969 y 1971, jugó en el AZ Alkmaar de la Eredivisie neerlandesa y en el AAC Eagles de Estados Unidos, antes de retirarse del fútbol profesional nuevamente en el Polonia Bytom. En el plano internacional, Liberda fue convocado en 35 ocasiones para representar a la selección de Polonia, marcando 8 goles. Debutó el 20 de mayo de 1959 en Hamburgo, en un empate 1-1 frente a Alemania Occidental.
Como entrenador, Jan Liberda entrenó al Polonia Bytom entre 1980 y 1982 para posteriormente dirigir al TuS Schloß Neuhaus en 1982, permaneciendo un año en el puesto. Volvería a entrenar al Polonia Bytom en la temporada 1991/92.
Liberda falleció en febrero de 2020 a la edad de 83 años.